# RMS Franconia (1910)

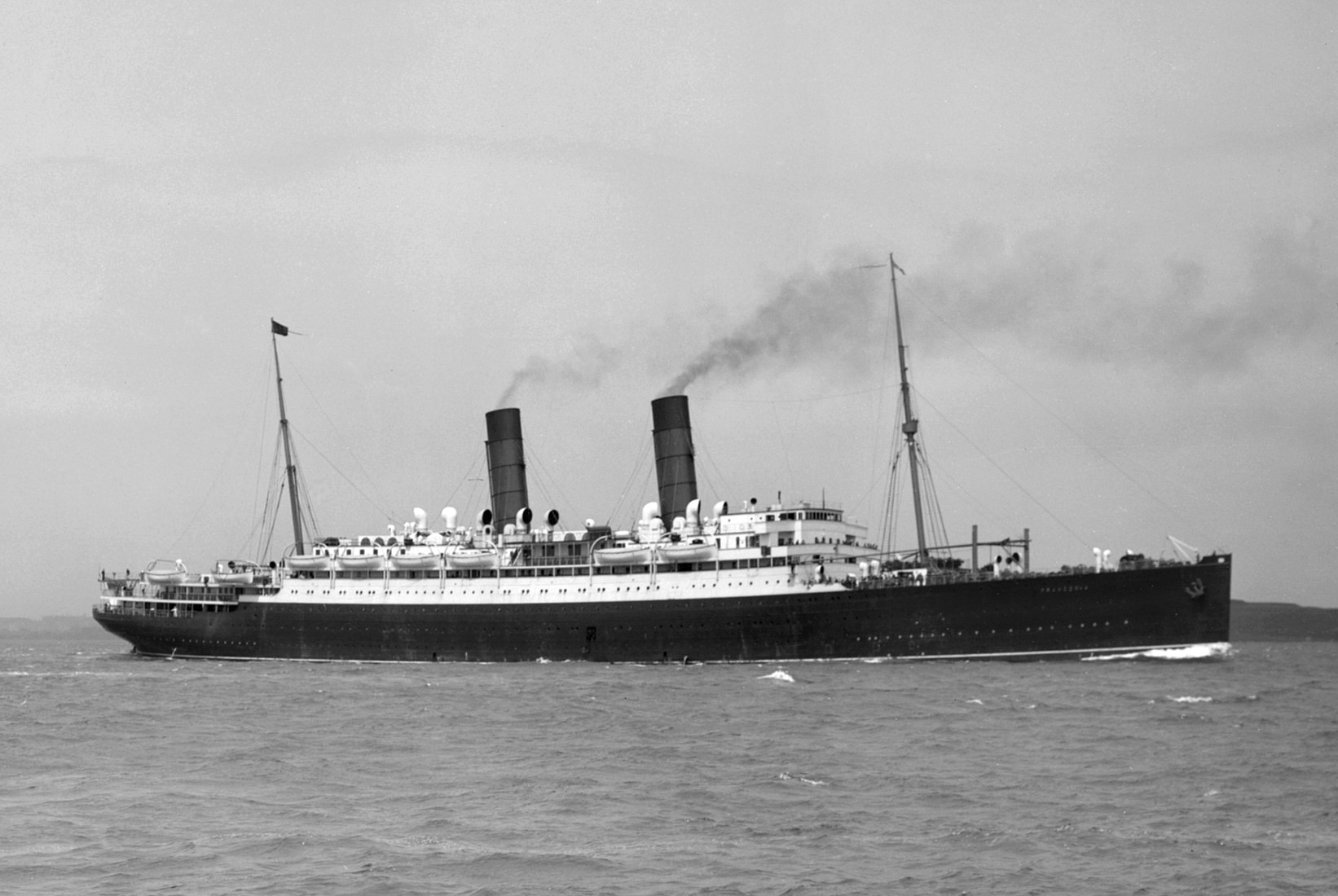
El RMS Franconia pasando frente a Castle Island en el puerto de Boston.

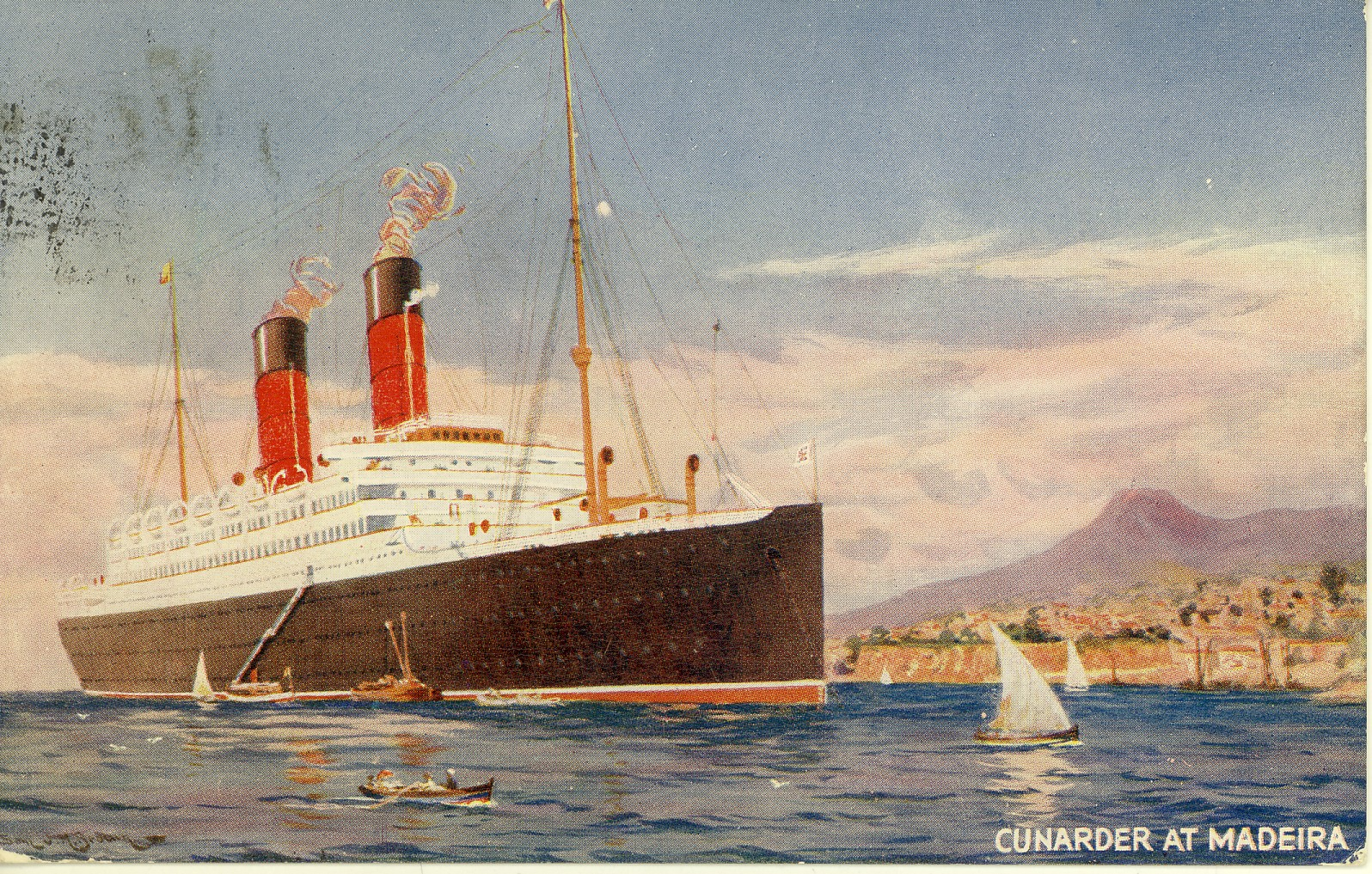
Ilustración del Franconia en Madeira.

El RMS Franconia fue un transatlántico británico operado por la compañía naviera Cunard Line. Fue botado el 23 de julio de 1910 en los astilleros de Swan, Hunter & Wigham Richardson, en Newcastle upon Tyne. 
Realizó su viaje inaugural en febrero de 1911, entre Liverpool y Boston, Estados Unidos.
Fue bautizado informalmente como el barco de los baños ya que disponía de más baños y duchas a bordo que el RMS Mauretania.
Su diseño era algo inusual, ya que no disponía de camarotes en la cubierta superior, en su lugar tenía una biblioteca, gimnasio, un salón y un salón de fumadores.
Después de varios años de servicio, principalmente en la ruta del Atlántico norte, durante la Primera Guerra Mundial fue transformado en barco de transporte de tropas a principios de 1915. El 4 de octubre de 1916, mientras navegaba hacia Salónica, fue torpedeado y hundido por submarino U-boot alemán UB-47, 195 millas al este de Malta. No llevaba tropas en ese momento, pero de sus 314 miembros de tripulación, 12 murieron. El resto fueron salvados por el barco hospital Dover Castle.